# Breckenridge (Michigan)
Breckenridge – wieś w Stanach Zjednoczonych, w stanie Michigan, w hrabstwie Gratiot.